# بخش بارلو (شهرستان واشینگتن، اوهایو)
بخش بارلو (به انگلیسی: Barlow Township) یک منطقهٔ مسکونی در ایالات متحده آمریکا است که در شهرستان واشینگتن، اوهایو واقع شده‌است.
 بخش بارلو ۸۲٫۳ کیلومتر مربع مساحت و ۲٬۴۱۷ نفر جمعیت دارد و ۲۵۵ متر بالاتر از سطح دریا واقع شده‌است.